# Peru i olympiska sommarspelen 2008
Peru i olympiska sommarspelen 2008 bestod av 12 idrottare som blivit uttagna av Perus olympiska kommitté.

## Badminton
- Huvudartikel: Badminton vid olympiska sommarspelen 2008
- Damer

| Namn           | Gren   | 32-delsfinal | 16-delsfinal                   | 8-delsfinal      | Kvartsfinal      | Semifinal        | Final            | Final |
| Namn           | Gren   | Resultat     | Resultat                       | Resultat         | Resultat         | Resultat         | Resultat         | Plats |
| -------------- | ------ | ------------ | ------------------------------ | ---------------- | ---------------- | ---------------- | ---------------- | ----- |
| Claudia Rivero | Singel |              | (5) Pi Hongyan (FRA) 6-21 9-21 | Gick inte vidare | Gick inte vidare | Gick inte vidare | Gick inte vidare |       |

## Brottning
- Huvudartikel: Brottning vid olympiska sommarspelen 2008

Herrar
| Idrottare     | Klass                       | Åttondelsfinal       | Kvartsfinal                                          | Semifinal                  | Final                | Bronsomgång Runda 1  | Bronsomgång Runda 2  | Brongsmedalj- kamp   |
| Idrottare     | Klass                       | Motståndare Resultat | Motståndare Resultat                                 | Motståndare Resultat       | Motståndare Resultat | Motståndare Resultat | Motståndare Resultat | Motståndare Resultat |
| ------------- | --------------------------- | -------------------- | ---------------------------------------------------- | -------------------------- | -------------------- | -------------------- | -------------------- | -------------------- |
| Sixto Barrera | Grekisk-romersk, weltervikt |                      | Venckaitis (LTU) Won 1-2, 1-1, 1-1 Barrera skadades. | Yongxiang (CHN) L 1-2, 0-7 | Gick inte vidare     |                      |                      |                      |

## Friidrott
- Huvudartikel: Friidrott vid olympiska sommarspelen 2008

Förkortningar
- Noteringar – Placeringarna avser endast löparens eget heat
- Q = Kvalificerad till nästa omgång
- q = Kvalificerade sig till nästa omgång som den snabbaste idrottaren eller, i fältgrenarna, via placering utan att uppnå kvalgränsen.
- NR = Nationellt rekord
- N/A = Omgången ingick inte i grenen
- Bye = Idrottaren behövde inte delta i denna omgång

Herrar
Bana och landsväg
| Idrottare        | Gren    | Final    | Final     |
| Idrottare        | Gren    | Resultat | Placering |
| ---------------- | ------- | -------- | --------- |
| Constantino León | Maraton | 2:28:04  | 61        |

Fältgrenar
| Idrottare     | Gren      | Kval    | Kval      | Final            | Final            |
| Idrottare     | Gren      | Distans | Placering | Distans          | Placering        |
| ------------- | --------- | ------- | --------- | ---------------- | ---------------- |
| Louis Tristán | Längdhopp | 7.62    | 32        | Gick inte vidare | Gick inte vidare |

Damer
Bana & landsväg
| Idrottare      | Gren    | Final      | Final     |
| Idrottare      | Gren    | Resultat   | Placering |
| -------------- | ------- | ---------- | --------- |
| María Portillo | Maraton | 2:35:19 NR | 39        |

## Fäktning
- Huvudartikel: Fäktning vid olympiska sommarspelen 2008

Damer
| Idrottare        | Gren                  | Omgång 1             | Sextondelsfinal   | Åttondelsfinal    | Kvartsfinal       | Semifinal         | Final / BM        | Final / BM       |
| Idrottare        | Gren                  | Motståndare Poäng    | Motståndare Poäng | Motståndare Poäng | Motståndare Poäng | Motståndare Poäng | Motståndare Poäng | Placering        |
| ---------------- | --------------------- | -------------------- | ----------------- | ----------------- | ----------------- | ----------------- | ----------------- | ---------------- |
| María Luisa Doig | Florett, individuellt | Wachter (GER) L 4–15 | Gick inte vidare  | Gick inte vidare  | Gick inte vidare  | Gick inte vidare  | Gick inte vidare  | Gick inte vidare |

## Judo
Herrar
| Idrottare      | Gren               | Inledande omgång     | Sextondelsfinal         | Åttondelsfinal            | Kvartsfinal          | Semifinal            | Återkval 1                 | Återkval 2           | Återkval 3           | Final / BM           | Final / BM       |
| Idrottare      | Gren               | Motståndare Resultat | Motståndare Resultat    | Motståndare Resultat      | Motståndare Resultat | Motståndare Resultat | Motståndare Resultat       | Motståndare Resultat | Motståndare Resultat | Motståndare Resultat | Placering        |
| -------------- | ------------------ | -------------------- | ----------------------- | ------------------------- | -------------------- | -------------------- | -------------------------- | -------------------- | -------------------- | -------------------- | ---------------- |
| Carlos Zegarra | Tungvikt (+100 kg) | BYE                  | Lopez (ARG) W 1001–0001 | Brayson (CUB) L 0000–1000 | Gick inte vidare     | Gick inte vidare     | Hachache (LIB) L 0100–0200 | Gick inte vidare     | Gick inte vidare     | Gick inte vidare     | Gick inte vidare |

## Segling
Damer
| Seglare        | Gren         | Lopp | Lopp | Lopp | Lopp | Lopp | Lopp | Lopp | Lopp | Lopp | Lopp | Lopp | Summerad poäng | Finalplacering |
| Seglare        | Gren         | 1    | 2    | 3    | 4    | 5    | 6    | 7    | 8    | 9    | 10   | M*   | Summerad poäng | Finalplacering |
| -------------- | ------------ | ---- | ---- | ---- | ---- | ---- | ---- | ---- | ---- | ---- | ---- | ---- | -------------- | -------------- |
| Paloma Schmidt | Laser radial | 9    | 26   | 27   | 28   | 14   | 26   | 22   | 12   | 28   | CAN  | EL   | 163            | 26             |

M = Medaljlopp; EL = Eliminerad – gick inte vidare till medaljloppet;

## Simning
- Huvudartikel: Simning vid olympiska sommarspelen 2008

## Skytte
- Huvudartikel: Skytte vid olympiska sommarspelen 2008

## Taekwondo
| Idrottare   | Gren             | Åttondelsfinaler     | Kvartsfinaler        | Semifinaer           | Återkval             | Bronsmatch           | Final                | Final     |
| Idrottare   | Gren             | Motståndare Resultat | Motståndare Resultat | Motståndare Resultat | Motståndare Resultat | Motståndare Resultat | Motståndare Resultat | Placering |
| ----------- | ---------------- | -------------------- | -------------------- | -------------------- | -------------------- | -------------------- | -------------------- | --------- |
| Peter López | Herrarnas −68 kg | Hasan (AUS) W 3–1    | Muhammad (NGR) W 3–0 | M López (USA) L 1–2  | Bye                  | Tazegül (TUR) L 0–1  | Gick inte vidare     | 5         |

## Tyngdlyftning
- Huvudartikel: Tyngdlyftning vid olympiska sommarspelen 2008